# Hr.Ms. Onbevreesd (1954)
Hr.Ms. Onbevreesd (M885, A855) was een Nederlandse oceaanmijnenveger van de Onversaagdklasse, gebouwd door de Amerikaanse scheepswerf Astoria Marine Construction Co. uit Astoria. De schepen van de Onversaagdklasse waren in de Verenigde Staten gebouwde mijnenvegers van de Aggressiveklasse. Het schip werd direct na de aankomst in Nederland uit dienst genomen en in reserve geplaatst. 21 jaar later werd het schip opnieuw in dienst genomen, ditmaal als hoofdkwartier-ondersteuningsschip. Na zes jaar werd het schip weer uit dienst genomen en ditmaal definitief. In maart 1989 is het schip verkocht voor de sloop.